# 14582 Conlin
14582 Conlin eller 1998 RK49 är en asteroid i huvudbältet som upptäcktes den 14 september 1998 av LINEAR i Socorro County, New Mexico. Den är uppkallad efter Kimberly Conlin.